# Тонга на Светском првенству у атлетици на отвореном 2009.
Тонга је учествовала на 12. Светском првенству у атлетици на отвореном 2009. одржаном у Берлину од 15. до 23. августа. Репрезентацију Тонге представљало је  двоје атлетичара који су се такмичили у две дисциплине]].
На овом првенству Тонга није освојила ниједну медаљу нити је постигнут неки рекорд.

## Учесници
| Мушкарци: - Aisea Tohi — 100 м | Жене: - Ана Пухила — Бацање кугле |  |

## Резултати

### Мушкарци
| Атлетичар  | Дисциплина | Лични рекорд | Предтакмичење | Предтакмичење | Квалификације        | Квалификације        | Полуфинале           | Полуфинале           | Финале               | Финале       | Детаљи |
| Атлетичар  | Дисциплина | Лични рекорд | Резултат      | Место         | Резултат             | Место                | Резултат             | Место                | Резултат             | Место        | Детаљи |
| ---------- | ---------- | ------------ | ------------- | ------------- | -------------------- | -------------------- | -------------------- | -------------------- | -------------------- | ------------ | ------ |
| Aisea Tohi | 100 м      | 11,10        | 11,32         | 6. у гр. 9    | Није се квалификовао | Није се квалификовао | Није се квалификовао | Није се квалификовао | Није се квалификовао | 79 / 90 (92) |        |

### Жене
| Атлетичарка | Дисциплина   | Лични рекорд | Квалификације | Квалификације | Финале                | Финале  | Детаљи |
| Атлетичарка | Дисциплина   | Лични рекорд | Резултат      | Место         | Резултат              | Место   | Детаљи |
| ----------- | ------------ | ------------ | ------------- | ------------- | --------------------- | ------- | ------ |
| Ана Пухила  | Бацање кугле | 18,03 НР     | 16,09         | 14. у гр. Б   | Није се квалификовала | 26 / 28 |        |